# Marcello Crescenzi
Marcello Crescenzi (Roma, 27 ottobre 1694 – Ferrara, 24 agosto 1768) è stato un cardinale e arcivescovo cattolico italiano.

## Biografia
Marcello Crescenzi, figlio di Giovanni Battista Crescenzi, marchese di Montorio, e di Ortensia Serlupi, nasce a Roma il 27 ottobre 1694 e viene ordinato presbitero il 16 marzo 1720. Il 10 agosto 1739 è consacrato arcivescovo titolare di Nazianzo e successivamente è promosso alla sede di Ferrara dove resterà fino alla morte, il 24 agosto 1768. Creato cardinale nel primo concistoro di Benedetto XIV, riceve il titolo di Santa Maria in Traspontina.

## Genealogia episcopale e successione apostolica
La genealogia episcopale è:
- Cardinale Scipione Rebiba
- Cardinale Giulio Antonio Santori
- Cardinale Girolamo Bernerio, O.P.
- Arcivescovo Galeazzo Sanvitale
- Cardinale Ludovico Ludovisi
- Cardinale Luigi Caetani
- Cardinale Ulderico Carpegna
- Cardinale Paluzzo Paluzzi Altieri degli Albertoni
- Papa Benedetto XIII
- Cardinale Antonio Saverio Gentili
- Cardinale Marcello Crescenzi

La successione apostolica è:
- Vescovo Ippolito Graziadei (1751)
- Vescovo Giovanni Rondinelli (1759)